# Walen
Walen (Frans: Wallons, Duits: Wallonen, Waals: Walons) zijn inwoners van Wallonië. In principe spreken Walen Frans of, in het geval van leden van de Duitstalige Gemeenschap, Duits. Soms spreken zij ook de streektaal Waals. Walen zijn inwoners van België, Belgen. Ze hebben de Belgische nationaliteit. De term 'Waal' kan vervolgens ook betrekking hebben op een persoon wiens voorouders de bewoners zijn van het Waalse grondgebied (zie Waalse kerk).

## Waalse Beweging
Naar analogie van de Vlaamse Beweging zijn er onder Walen ook aanhangers van de Waalse Beweging. Het betreft Walen die streven naar een onafhankelijk Wallonië of op zijn minst een sterkere positie in het federale België.

## Museum
In Luik bevindt zich het Museum van het Waalse leven, dat de Waalse volkenkunde presenteert en ook de Waalse beweging documenteert. 